# Абдуллатіф-хан
Абдуллатіф-хан (*1495 — 1551) — 7-й хан Держави Шейбанідів у 1540—1551 роках.

## Життєпис
Син Кучкунджі-хана. Народився 1495 року. Брав участь у 1525 році на Балх. У 1538—1539 роках відзначився у військовій кампанії Убайдулли-хана на Хівинське ханство.
У вересні 1540 року після смерті брата Абдулли-хана I оголошений в Самарканді верховним ханом. Проте це не визнав Абдулазіз, син Убайдулли-хана, що оголосив себе ханом в Бухарі. Внаслідок цього у державі виникло двовладдя. При цьому балхський володар Кістин Кара-султан (син Джанібек-султана і правнук Абулхайр-хана) фактично став самостійним. Невдовзі почалися війни між Абдулазізом і Кістин Кара-султаном, в якій Абдуллатіф-хан не втручався. Це призвело до зменшенню авторитету верховного хана й фактично пришвидшенню розпаду держави. 1541 року Хівинське ханство відновило незалежність
Абдулатіф-хан карбував монети у Самарканді, Шаші та Балху з титулами «Хакан син хакана Абулгазі бахадурхан». За його панування в офіційній документації стали використовувати окрім перської також узбецьку мову.
1550 року після смерті Аблуазіза зумів приєднати до себе Бухарське володіння. 1551 року виступив проти Іскандера, правителя Карміна, намагаючись приборкати місцевих володарів, але зазнав поразки. Помер у Самарканді в тому ж році, був похований поруч із батьком в усипальниці у Самарканді. Владу перебрав стриєчний брат Навруз Ахмед-хан.

## Творчість
Вважався знавцем історії Мавераннахра та роду Шибанідів. Абдуллатіф-хан складав вірші під літературним псевдонімом Хуш. Надавав підтримку поетам, створивши придворний літературний гурток.